# Abárzuza
Abárzuza (baskijski: Abartzuza) – gmina w Hiszpanii, w Nawarze, o powierzchni 23,02 km². W 2011 roku gmina liczyła 548 mieszkańców.